# Quảng cáo lập trình
Quảng cáo lập trình (tiếng Anh: Programmatic advertising) là một quy trình tự động trong việc mua và bán các vị trí quảng cáo theo thời gian thực trên nền tảng kỹ thuật số và là một phần rất quan trọng của quảng cáo trực tuyến. Trước đây, việc mua bán quảng cáo truyền thống được tiến hành do con người trao đổi, thỏa thuận hợp đồng với nhau thì ngày nay, quảng cáo lập trình giúp quy trình này diễn ra một cách tự động hóa và thay cho các cuộc đàm phán của con người.

## Sự ra đời của quảng cáo lập trình
Việc mua bán quảng cáo ban đầu được thực hiện khá thủ công do con người là cầu nối để kết nối giữa bên mua và bên bán. Những nhà quảng cáo muốn mua quảng cáo phải liên hệ trực tiếp với nhà xuất bản. Theo đó, nhà xuất bản và nhà quảng cáo đạt thỏa thuận với nhau thông qua việc đàm phán để đặt quảng cáo lên một vị trí nào đó trên website trong một khoảng thời gian cụ thể. Điều đó có nghĩa là quảng cáo đó luôn được hiển thị cho bất kỳ người dùng nào truy cập vào website. Vào khoảng thời gian đó, có một vấn đề phát sinh là số lượng nhà xuất bản nhiều hơn rất nhiều so với nhu cầu của nhà quảng cáo dẫn đến việc dư thừa nguồn cung của nhà xuất bản.
Để giải quyết cho vấn đề dư thừa về nguồn cung, các mạng quảng cáo trực tuyến đã được ra đời. Chúng là một nền tảng tập hợp các vị trí quảng cáo còn tồn kho của nhà xuất bản và cung cấp cho các nhà quảng cáo ở mức giá đấu thầu tự động (thông qua hình thức đấu giá theo thời gian thực - RTB). Các vị trí quảng cáo tồn kho sẽ được bán ra với quy trình đấu giá tự động, nhà quảng cáo trả giá cao nhất sẽ giành được vị trí hiển thị quảng cáo của họ trong phiên truy cập đó của người dùng. Điều đó khiến cho nhà quảng cáo có thể biết được thông tin người dùng, đánh giá người dùng và tiến hành quảng cáo đúng đối tượng khách hàng.
Sau đó, nhờ vào những lợi ích mà quảng cáo lập trình đem lại cho cả nhà quảng cáo lẫn nhà xuất bản, quảng cáo lập trình đã nhanh chóng phát triển, doanh thu của quảng cáo lập trình tiếp tục tăng trưởng mạnh mẽ trong những năm qua. Cụ thể, vào cuối năm 2017, eMarketer tại US đã ghi nhận rằng 78% quảng cáo được thực hiện dưới dạng quảng cáo hiển thị được lập trình. Vào đầu năm 2019, quảng cáo lập trình chiếm 83,6% quảng cáo. Xu hướng này dự kiến sẽ tiếp tục tăng trong suốt năm 2019, khảo sát của Digiday cũng báo cáo rằng hai phần ba nhà xuất bản được khảo sát sẽ cung cấp hơn một nửa vị trí quảng cáo còn dư thừa để thực hiện việc mua quảng cáo một cách tự động (tiếng Anh: Programmatic Buying). Đồng thời, quảng cáo lập trình sẽ ngày càng sinh lợi khi các nguồn quảng cáo truyền thống, như đài phát thanh, truyền hình thực hiện quy trình mua quảng cáo một cách tự động.

## Lợi ích của quảng cáo lập trình

### Tạo ra tính nhất quán và minh bạch
Quảng cáo lập trình với quy trình mua bán quảng cáo thực hiện một cách tự động hóa, giảm tối đa sự can thiệp, ảnh hưởng tâm lý, chi phí liên quan đến con người trong suốt quá trình, từ đó giúp nhà quảng cáo tiết kiệm chi phí cho chiến dịch quảng cáo; và quảng cáo lập trình còn giảm thiểu nguy cơ xảy ra lỗi do con người gây ra.
Theo hình thức mua quảng cáo truyền thống, nhà quảng cáo cần thông qua bên thứ ba mới có thể mua vị trí quảng cáo. Nhưng thông qua quảng cáo lập trình, nhà quảng cáo không chỉ biết vị trí đặt quảng cáo và mà còn biết thông tin người dùng theo thời gian thực, từ đó nhắm tới khách hàng mục tiêu một cách hiệu quả; họ theo dõi được hiệu suất của quảng cáo, cụ thể về lượt hiển thị, lượt tương tác, tỷ lệ nhấp chuột - CTR, phân bổ ngân sách. Qua đó, nhà quảng cáo tối ưu hóa các chiến dịch của họ trong thời gian thực để chiến dịch đạt được kết quả tốt.

### Tiếp cận khách hàng trên diện rộng
Nhờ vào tính năng đồng bộ hóa Cookie hay dữ liệu người dùng được thu nhập từ nhiều nền tảng kỹ thuật số khác nhau, từ đó nhà quảng cáo tiếp cận khách hàng tiềm năng trên toàn thế giới bằng cách đặt quảng cáo trong nhiều mạng quảng cáo, kênh và vị trí địa lý.

### Chọn đối tượng chính xác
Với hình thức mua quảng cáo truyền thống, nhà quảng cáo đặt quảng cáo tại website có lưu lượng truy cập cao, có chủ đề liên quan đến sản phẩm và họ tin rằng đây là nơi tập trung khách hàng mục tiêu của mình, nhưng cách tiếp cận này chỉ mang tính ước lượng, không phải tất cả người dùng thấy được quảng cáo đều là khách hàng mục tiêu của họ. Với quảng cáo lập trình, thông tin của người dùng được thu thập qua Cookie sẽ cung cấp cho nhà quảng cáo để họ tiếp cận đúng nhóm khách hàng có độ tuổi phù hợp với khách hàng mục tiêu, hoặc tiếp cận nhóm khách hàng đã từng ghé thăm website nhưng chưa hoàn tất đơn hàng. Từ đó, nhà quảng cáo thực hiện quảng cáo đúng đối tượng và có thể tiếp thị lại với khách hàng một cách hiệu quả.

### Sử dụng ngân sách hiệu quả
Quảng cáo lập trình hỗ trợ nhà quảng cáo nhắm đến chính xác đối tượng khách hàng mục tiêu, thay nhà quảng cáo đánh giá thông tin người dùng trước khi thực hiện quảng cáo đến họ. Điều đó chứng minh cho việc nhà quảng cáo đã sử dụng ngân sách quảng cáo để quảng cáo đúng cho đối tượng khách hàng của mình một cách thông minh và có chọn lọc, loại bỏ lãng phí cho những người dùng không phải khách hàng mục tiêu; tối ưu hóa hiệu suất chiến dịch theo thời gian thực nên nhà quảng cáo có thể loại bỏ các kênh kém hiệu quả.

### Dễ dàng kiểm soát và tối ưu
Trước khi có quảng cáo lập trình, nhà quảng cáo mất nhiều thời gian để nhận được kết quả về chiến dịch quảng cáo phải hoặc nhận sau khi kết thúc chiến dịch. Với quảng cáo lập trình, hệ thống đưa ra dữ liệu giúp nhà quảng cáo nắm bắt hiệu quả chiến dịch mà họ đang thực hiện trong thời gian thực. Họ nắm được tất cả dữ liệu của chiến dịch như vị trí quảng cáo, lượt hiển thị, mức độ tương tác, phản hồi, tỷ lệ chuyển đổi và những thông tin quan trọng. Sau đó, nhà quảng cáo căn cứ vào dữ liệu mà thực hiện cải thiện, tối ưu liên tục bất cứ lúc nào để tăng hiệu suất chiến dịch trong thời gian thực.

### Cân bằng lợi ích cho nhà quảng cáo lẫn nhà xuất bản
Nhà xuất bản bán vị trí quảng cáo còn dư thừa với tốc độ nhanh hơn bao giờ hết, tiết kiệm nhiều thời gian, nhân lực, thủ tục hành chính và tiếp cận nhiều nhà quảng cáo khác nhau. Với hình thức đấu giá theo thời gian thực, các nhà quảng cáo sẵn lòng đấu giá cao cho một vị trí tốt, sau đó nhà quảng cáo thắng trong cuộc đấu thầu với giá cao nhất sẽ được hiển thị quảng cáo của trong phiên truy cập đó. Điều đó làm tăng doanh thu cho nhà xuất bản.

## Cách thức hoạt động và các mô hình mua của quảng cáo lập trình
Quảng cáo lập trình có hai cách thức mua: Đấu giá theo thời gian thực - RTB và mua quảng cáo trực tiếp thông qua nền tảng kỹ thuật số (tiếng Anh: Programmatic Direct). Trong đó bao gồm năm mô hình mua khác nhau:
| Quảng cáo lập trình | Cách thức mua                            | Mô hình mua                     | Người bán: Người mua | Số lượng quảng cáo | Cách thức định giá |
| ------------------- | ---------------------------------------- | ------------------------------- | -------------------- | ------------------ | ------------------ |
| Quảng cáo lập trình | Đấu giá theo thời gian thực - RTB        | Đấu thầu mở                     | Tất cả: Tất cả       | Không cam kết      | RTB                |
| Quảng cáo lập trình | Đấu giá theo thời gian thực - RTB        | Đấu thầu kín                    | Một: Một vài         | Không cam kết      | RTB + Giá sàn      |
| Quảng cáo lập trình | Đấu giá theo thời gian thực - RTB        | Ưu đãi được đề nghị             | Một: Một             | Không cam kết      | Giá cố định        |
| Quảng cáo lập trình | Trực tiếp thông qua nền tảng kỹ thuật số | Gói cam kết tự động             | Một: Một             | Cam kết            | Giá cố định        |
| Quảng cáo lập trình | Trực tiếp thông qua nền tảng kỹ thuật số | Gói cam kết thông qua lập trình | Một: Một             | Cam kết            | Giá cố định        |

### Cách thức hoạt động của hình thức đấu giá theo thời gian thực
Đấu giá theo thời gian thực là hình thức được sử dụng để chọn lựa mẫu quảng cáo nào sẽ được hiển thị trên trang của nhà xuất bản và xác định xem giá của mỗi một lượt hiển thị quảng cáo (Trong trường hợp tính giá theo CPM).
Nói một cách đơn giản, mỗi khi có một người dùng ghé thăm trang của nhà xuất bản, tín hiệu sẽ được phát đến những nhà quảng cáo có đối tượng khách hàng mục tiêu khớp với các đặc điểm người dùng, mời các nhà quảng cáo tham gia đấu thầu và mẫu quảng cáo của nhà quảng cáo đấu thầu thắng sẽ được hiển thị. Toàn bộ quá trình này, từ lúc người dùng vào trang đến lúc mẫu quảng cáo hiển thị, diễn ra gần như tức thời, trong vòng 100ms. Tuy nhiên, nếu phân tích kỹ, quá trình này diễn ra khá phức tạp và có sự tham gia của nhiều hệ thống thông tin liên quan. Các hệ thống và sự tương tác giữa chúng sẽ được giải thích và phân tích sau đây.
Nền tảng trao đổi quảng cáo (tiếng Anh: Ad exchange) nằm ở vị trí trung tâm của mô hình đấu giá theo thời gian thực, nó còn được gọi là sàn giao dịch quảng cáo, nơi mà các nhà quảng cáo có thể mua quảng cáo ở nhiều mạng quảng cáo khác nhau. Nền tảng trao đổi quảng cáo được kết nối với nền tảng quản lý của các nhà quảng cáo - DSP và nền tảng quản lý của các nhà xuất bản - SSP. Để nền tảng trao đổi quảng cáo có thể hoạt động hiệu quả, nó cần được cung cấp các dữ liệu từ DSP và SSP; những dữ liệu này sẽ được sử dụng để xác định xem yêu cầu của nhà quảng cáo nào sẽ khớp với vị trí quảng cáo của nhà xuất bản nào, từ đó giúp mẫu quảng cáo tiếp cận đúng khách hàng mục tiêu và tối ưu hóa chi phí quảng cáo.
SSP là nền tảng quản lý của nhà xuất bản, được dùng để phân phối các vị trí quảng cáo thông qua các nền tảng trao đổi quảng cáo khác nhau. Nó lấy dữ liệu về các vị trí quảng cáo còn trống và các định dạng từ website của nhà xuất bản và kết nối nguồn dữ liệu này với nền tảng trao đổi quảng cáo.
DSP là nền tảng quản lý của nhà quảng cáo, nó có nhiệm vụ mua các vị trí quảng cáo khác nhau phù hợp với mục tiêu mà nhà quảng cáo đặt ra. Để làm được điều này, nó nhận dữ liệu từ nhà quảng cáo và đồng thời kết nối với nền tảng trao đổi quảng cáo nhằm cung cấp dữ liệu về khách hàng mục tiêu và các dữ liệu khác như giá đấu thầu cho nền tảng trao đổi quảng cáo.
Quy trình bắt đầu từ khi một người dùng ghé thăm website của nhà xuất bản, các dữ liệu người dùng và tín hiệu thông báo về vị trí hiển thị trống sẽ được SSP cung cấp cho nền tảng trao đổi quảng cáo. Sau đó, tín hiệu mời tham dự đấu thầu sẽ được truyền từ nền tảng trao đổi quảng cáo đến các DSP; DSP sẽ phát tín hiệu nếu có dữ liệu về khách hàng mục tiêu khớp với dữ liệu người dùng và tham dự vào đấu thầu theo thời gian thực cùng với các nhà quảng cáo khác. Mẫu quảng cáo thắng trong phiên đấu thầu sẽ được hiển thị trên website của nhà xuất bản cho duy nhất người dùng đó và trong đúng phiên truy cập đó.
Trong mô hình này, nền tảng quản lý dữ liệu - DMP được liên kết với DSP và SSP để thu thập, lưu trữ và xếp loại dữ liệu; tất cả những điều này nhằm hỗ trợ cho hoạt động của DSP và SSP.

### Các mô hình mua của quảng cáo lập trình sử dụng hình thức đấu giá theo thời gian thực
Hiện nay, với hình thức mua đấu giá theo thời gian thực, có ba mô hình mua khác nhau: Đấu thầu mở, Đấu thầu kín và Ưu đãi được đề nghị (tiếng Anh: Preferred Deals).

#### Đấu thầu mở
Mô hình mua đấu thầu mở là mô hình cơ bản nhất và điển hình cho hình thức đấu giá theo thời gian thực. Trong mô hình này, giá mỗi lượt hiển thị quảng cáo (Trong trường hợp tính theo CPM) được quyết định theo thời gian thực. Tất cả các nhà xuất bản và nhà quảng cáo đều có quyền tham gia vào phiên đấu thầu mở, mẫu quảng cáo có giá đấu thầu cao nhất sẽ được hiển thị trên website của nhà xuất bản.

#### Đấu thầu kín
Mô hình đấu thầu kín gần giống với mô hình đấu thầu mở, hai điểm khác biệt là mô hình này giới hạn người tham gia và có một mức giá sàn. Nhà xuất bản có thể mời một nhóm nhỏ nhà quảng cáo tham gia phiên đấu giá kín, những nhà quảng cáo này sẽ có quyền ưu tiên để giành được lượt hiển thị quảng cáo trước khi nó được được chuyển qua mô hình đấu thầu mở. Nhà xuất bản quyết định mức giá sàn, các nhà quảng cáo sẽ đấu giá bằng hoặc cao hơn mức giá sàn, mẫu quảng cáo với mức giá thầu cao nhất sẽ được hiển thị trên thiết bị của người dùng. Trong trường hợp không nhà quảng cáo nào tham gia đấu thầu hoặc tất cả đều đấu thầu thất bại, lượt hiển thị sẽ được chuyển sang mô hình đấu thầu mở.

#### Ưu đãi được đề nghị
Ưu đãi được đề nghị cũng là một trong những mô hình mua sử dụng hình thức đấu giá theo thời gian thực. Tuy nhiên, có rất nhiều điểm đặc biệt trong mô hình này, nó chỉ bao gồm một người bán và một người mua duy nhất và lượt hiển thị quảng cáo được bán với một mức giá định sẵn. Ưu đãi được đề nghị sẽ bắt đầu với một bản đề nghị quảng cáo, bản đề nghị này được gửi trực tiếp từ nhà xuất bản đến một nhà quảng cáo nhất định, nhà quảng cáo có thể ngay lập tức chấp nhận hay đàm phán lại với nhà xuất bản đến khi các điều khoản đã nhận được sự chấp thuận của cả hai bên và nhà quảng cáo sẽ trở thành nhà quảng cáo được ưu tiên. Khi phiên đấu giá diễn ra, nhà quảng cáo được ưu tiên có quyền ưu tiên đấu giá trước những nhà quảng cáo khác và Deal ID được sử dụng để liên kết nhà xuất bản và nhà quảng cáo được ưu tiên với nhau, nếu nhà quảng cáo được ưu tiên đấu giá trên mức giá cố định mà nhà xuất bản đã thiết lập từ trước, nhà quảng cáo được ưu tiên sẽ giành được quyền hiển thị quảng cáo của mình và trả mức giá bằng với mức giá cố định. Trong trường hợp nhà quảng cáo được ưu tiên thiết lập mức giá đấu thầu chung cho nhiều nhà xuất bản và mức giá này thấp hơn mức giá cố định thì lượt hiển thị quảng cáo sẽ được chuyển đến phiên đấu thầu mở.
Tóm lại, khi một người dùng ghé thăm trang của nhà xuất bản, phiên đấu giá sẽ được mở ra tại nền tảng trao đổi quảng cáo; nhà quảng cáo được ưu tiên có quyền ưu tiên cao nhất để đấu giá, nếu nhà quảng cáo được ưu tiên đấu giá thành công - trên mức giá cố định mà nhà xuất bản đã thiết lập thì mẫu quảng cáo sẽ được hiển thị. Nếu không, lượt hiển thị quảng cáo sẽ chuyển sang đấu giá tại mô hình đấu thầu kín với một số ít nhà quảng cáo và mẫu quảng cáo của người thắng sẽ được hiển thị - người thắng là người đấu giá cao nhất và trên mức giá sàn. Nếu không ai đấu giá thành công trong phiên đấu thầu kín thì lượt hiển thị quảng cáo sẽ được chuyển sang đấu giá trang phiên đấu thầu mở và mẫu quảng cáo của người thắng sẽ được hiển thị đến với người dùng. Như vậy, trong hình thức đấu giá theo thời gian thực, nhà quảng cáo tham gia vào ưu đãi được đề nghị có quyền ưu tiên cao nhất, rồi đến nhóm nhà quảng cáo trong phiên đấu thầu kín, cuối cùng là những nhà quảng cáo trong phiên đấu thầu mở. Có một lưu ý là, nhà quảng cáo đã tham gia ưu đãi được đề nghị hoặc phiên đấu thầu kín thì không được tham gia phiên đấu thầu mở nữa.

### Cách thức hoạt động của hình thức mua quảng cáo trực tiếp thông qua nền tảng kỹ thuật số
Mua quảng cáo trực tiếp thông qua nền tảng kỹ thuật số thực chất là hình thức mua các vị trí quảng cáo dưới dạng hợp đồng thỏa thuận giữa người bán và người mua. Điểm khác biệt của hình thức này so với mô hình mua truyền thống là nhiều công đoạn được thực hiện thông qua các thuật toán máy tính nhưng quy trình đàm phán vẫn cần nhiều nỗ lực và sự tham gia của con người.

### Các mô hình mua của quảng cáo lập trình sử dụng hình thức mua quảng cáo trực tiếp thông qua nền tảng kỹ thuật số
Hiện nay, với hình thức mua quảng cáo trực tiếp thông qua nền tảng kỹ thuật số, có hai mô hình mua khác nhau: Gói cam kết tự động (tiếng Anh: Automated Guaranteed) và gói cam kết thông qua lập trình (tiếng Anh: Programmatic Guaranteed).

#### Gói cam kết tự động
Gói cam kết tự động là mô hình mua được thiết kế để tự động hóa việc bán trực tiếp các vị trí quảng cáo thông qua hệ thống API. Theo đó, về phía bên bán, các nhà xuất bản có thể đóng gói một gói các vị trí quảng cáo với một mức giá cố định; về phía bên mua, các nhà quảng cáo có quyền truy cập trực tiếp đến các gói vị trí quảng cáo của nhà xuất bản. Nhà quảng cáo có thể tìm kiếm và lọc các gói vị trí quảng cáo theo website, định dạng, thiết bị, các thông tin về đối tượng mục tiêu, giá hay một vài tiêu chí khác. Quá trình tìm kiếm này cũng giống như việc tìm kiếm hàng hóa trên một trang thương mại điện tử thông thường, thêm vào đó, nhà quảng cáo có thể kiểm tra xem gói quảng cáo đó còn không và gửi yêu cầu mua. Nhà xuất bản có thể đồng ý hoặc từ chối yêu cầu mua từ nhà quảng cáo hoặc có thể đàm phán thêm để đưa ra quyết định cuối cùng nhằm cân bằng lợi ích giữa cả hai bên.

#### Gói cam kết thông qua lập trình
Gần giống với mô hình mua cam kết tự động, trong mô hình mua cam kết thông qua lập trình, cả hai bên nhà xuất bản và nhà quảng cáo cùng tham gia vào cuộc đàm phán nhằm đưa ra sự thỏa thuận về số lượng vị trí quảng cáo, giá bán và các điều khoản khác. Nhưng giữa chúng có những điểm khác biệt: Mô hình cam kết thông qua lập trình sử dụng Deal ID trong khi mô hình cam kết tự động sử dụng hệ thống API; mô hình cam kết thông qua lập trình cho phép nhà quảng cáo có thể xem toàn bộ các vị trí quảng cáo của nhà xuất bản và chọn lựa một vài trong số chúng và tiến hành đàm phán. Mô hình cam kết thông qua lập trình được bắt đầu khi nhà xuất bản gửi bản đề nghị quảng cáo đến nhà quảng cáo hoặc nhà quảng cáo gửi yêu cầu về bản đề nghị quảng cáo, sau đó hai bên tiến hành đàm phán với nhau và đưa ra các thỏa thuận chung về số lượng vị trí hiển thị quảng cáo. Sau khi đạt được thỏa thuận, hệ thống quản lý quảng cáo của nhà xuất bản phải được liên kết với nền tảng quản lý của nhà quảng cáo. Mỗi khi máy chủ của nhà xuất bản tìm được đúng đối tượng khách hàng mục tiêu của nhà quảng cáo, sẽ có yêu cầu gửi đến nền tảng quản lý của nhà quảng cáo cùng với Deal ID, nhờ đó mà nền tảng quản lý của nhà quảng cáo biết rằng người dùng đang truy cập vào trang của nhà xuất bản khớp với các tiêu chí của khách hàng mục tiêu của mình và đưa ra giá bằng với giá đã thỏa thuận.

## Cách thức tiếp cận đúng đối tượng khách hàng mục tiêu thông qua quảng cáo lập trình[19]
Chức năng nhắm đối tượng (tiếng Anh: Targeting) của quảng cáo lập trình cho phép nhà quảng cáo tiếp cận đúng đối tượng khách hàng mục tiêu nhờ vào việc sử dụng dữ liệu  người dùng một cách hiệu quả.

### Tiếp cận thông qua đặc điểm khách hàng
Tiếp cận thông qua đặc điểm khách hàng cho phép nhà quảng cáo hiển thị quảng cáo đến đúng đối tượng khách hàng mục tiêu dựa trên các biến số về nhân khẩu học, hành vi và sở thích. Ví dụ như, nhà quảng cáo có thể dễ dàng tiếp cận nhóm khách hàng mục tiêu là phụ nữ trên 60 tuổi và quan tâm đến các thực phẩm hữu cơ thông qua một vài bước thiết lập đơn giản khi sử dụng các mô hình của quảng cáo lập trình.

### Tiếp cận dựa vào ngữ cảnh
Tiếp cận dựa vào ngữ cảnh cho phép nhà quảng cáo hiển thị mẫu quảng cáo của mình đến đúng đối tượng khách hàng mục tiêu thông qua việc cho phép quảng cáo hiển thị trong đúng nội dung hay ngữ cảnh mà nhà quảng cáo mong muốn. Ví dụ như, nhà quảng cáo có thể thiết lập để những mẫu quảng cáo trang phục thể thao của mình hiển thị trong những chủ đề lớn mà đối tượng khách hàng mục tiêu quan tâm như thể thao, hay những chủ đề nhỏ hơn như bóng chày hay bóng đá.

### Tiếp cận dựa trên tên cụ thể của Website hoặc ứng dụng
Chức năng này hữu ích nếu nhà quảng cáo biết chính xác những trang nào hay ứng dụng nào mà họ muốn quảng cáo hiển thị trên đó, nhà quảng cáo có thể thiết lập cho quảng cáo hiển thị trên đúng những website hay ứng dụng cụ thể. Nhà quảng cáo có thể nâng cao hiệu quả của việc nhắm đối tượng mục tiêu bằng việc kết hợp nhiều chức năng, nhà quảng cáo có thể chọn những trang hay ứng dụng mà họ muốn quảng cáo hiển thị và thiết lập cả các đặc tính của người dùng, việc này sẽ giúp mẫu quảng cáo của nhà quảng cáo tiếp cận đúng đối tượng khách hàng mục tiêu và hiển thị trên các trang mà họ tin tưởng sẽ đem lại hiệu quả cao.

### Tiếp cận lặp lại
Tiếp cận lặp lại - Retargeting rất hữu ích khi nhà quảng cáo muốn nhắc nhở và tăng tương tác với người dùng đã thực hiện những hành động cụ thể trên website của nhà quảng cáo (đã từng ghé thăm website, tương tác với website bằng cách để lại thông tin hay đã từng có lịch sử mua hàng). Đây là một phương pháp hiệu quả để lôi kéo khách hàng trở lại với website, làm cho họ thích thú với sản phẩm hay thương hiệu, cung cấp thêm thông tin hay kích thích khách hàng hoàn tất đơn hàng. Trên thực tế, một khách hàng có thể ghé thăm một website nhiều lần trước khi thực hiện hành động mua hàng, vì vậy mà chức năng tiếp cận lặp lại trở nên hiệu quả và cần thiết trong việc nhắc nhở họ rằng họ đang quan tâm đến sản phẩm đang được bày bán trên website và kích thích họ quay trở lại xem sản phẩm và hoàn tất bước mua hàng. Việc một khách hàng thường xuyên nhìn thấy những mẫu quảng cáo về cùng một sản phẩm mà họ quan tâm trên nhiều trang khác nhau tại những website khác nhau trở nên rất phổ biến và quen thuộc trong thời đại hiện nay, và nhà quảng cáo có thể thực hiện các chiến dịch quảng cáo bám đuổi như vậy là nhờ vào việc tận dụng chức năng này.

### Tiếp cận theo khu vực địa lý
Chức năng này cho phép nhà quảng cáo tiếp cận khách hàng trong một khu vực địa lý nhất định. Có một thực tế rằng trong một vài ngành hàng cụ thể, khách hàng muốn mua được sản phẩm hay dịch vụ ở trong một bán kính nhất định và họ không sẵn lòng đi xa hơn nên có vẻ nếu quảng cáo đến đối tượng quá xa nơi cung cấp sản phẩm hay dịch vụ sẽ trở nên lãng phí và không hiệu quả. Vì chức năng này hoạt động dựa vào dữ liệu định vị GPS nên chức năng này hoạt động hiệu quả hơn cho những chiến dịch quảng cáo trên thiết bị di động.
Đây là những chức năng nhắm đối tượng cơ bản và phổ biến nhất, ngoài ra còn có một vài chức năng khác cụ thể và chi tiết hơn. Để tối ưu hóa hiệu quả quảng cáo, nhà quảng cáo cần hiểu rõ chúng và kết hợp theo những cách khác nhau.

## Các định dạng của quảng cáo lập trình

### Quảng cáo video
Quảng cáo video (tiếng Anh: Video ads) là quảng cáo dưới hình thức video được phát ra khi người dùng xem một nội dung trên mạng.
Có hai loại quảng cáo video phổ biến:
- Quảng cáo ngoài luồng (tiếng Anh: Out-stream): là quảng cáo xuất hiện giữa các bài viết trực tuyến, nó có thể hiển thị giữa các nội dung hoặc là hiện lên như một cửa sổ mới.
- Quảng cáo trong luồng (tiếng Anh: In-stream): là quảng cáo xuất hiện trong khi phát một video mà người dùng đang xem. Có 3 dạng của quảng cáo trong luồng:[5]
  - Pre-roll: Những quảng cáo xuất hiện trước khi phát video.
  - In-roll: Những quảng cáo xuất hiện trong khi phát video.
  - Post-roll: Những quảng cáo xuất hiện sau khi video kết thúc.

Bên cạnh đó, có thể phân loại quảng cáo theo thời lượng video quảng cáo:
- Quảng cáo bỏ qua được (tiếng Anh: Skippable): là loại quảng cáo xuất hiện trong khi phát video, người xem có thể bỏ qua sau khi xem xong 5s đầu tiên. Loại quảng cáo này ít nhất phải dài hơn 12s để có thể tính lượt xem quảng cáo.
- Quảng cáo không thể bỏ qua (tiếng Anh: Non-Skippable): loại quảng cáo này xuất hiện người xem không thể lựa chọn việc bỏ qua quảng cáo. Loại quảng cáo này có thể dài tối đa 15s hoặc 20s. Ví dụ điển hình cho quảng cáo này là Bumper ads, đây là quảng cáo với thời gian tối đa 6s cho một quảng cáo và nội dung được tối ưu để có thể truyền tải thông điệp tiếp cận được khách hàng mục tiêu.

### Quảng cáo hiển thị
Quảng cáo hiển thị (tiếng Anh: Display ads) là quảng cáo kỹ thuật số dưới hình thức chữ, hình ảnh hay video để truyền tải nội dung của sản phẩm đến với khách hàng mục tiêu.
Các loại quảng cáo hiển thị:
- Banner Ads: Đây là loại quảng cáo phổ biến nhất, thường gặp nhất trong các trang web. Banner Ads chủ yếu dùng hình ảnh để làm bật lên nội dung muốn truyền tải. Quảng cáo banner được IAB đặt ra tiêu chuẩn về các kích thước ở mức độ tương đối.
- Quảng cáo đa phương tiện (tiếng Anh: Rich media): Quảng cáo này kết hợp giữa nhiều phương tiện như hình ảnh, âm thanh, video để có thể tiếp cận đến khách hàng và tạo ra sự tương tác với khách hàng. Quảng cáo đa phương tiện cho phép các nhà tiếp thị tạo ra những quảng cáo phức tạp để thu hút khách hàng.
- Quảng cáo video: Quảng cáo hiển thị dưới dạng video để có thể truyền tải nội dung đến khách hàng.
- Quảng cáo xen kẽ (tiếng Anh: Interstitial ads) là quảng cáo xuất hiện nguyên màn hình và che đi những nội dung đang được xem. Quảng cáo xen kẽ có thể được điều chỉnh xuất hiện tại những điểm chuyển nội dung hoặc nghỉ tự nhiên để không ảnh hưởng đến trải nghiệm của khách hàng.

### Quảng cáo trên mạng xã hội
Quảng cáo trên mạng xã hội (tiếng Anh: Social ads) tận dụng tối đa thông tin người dùng trên các nền tảng mạng xã hội (Social Media) để cung cấp nội dung tiếp thị một cách cá nhân hóa hơn. Quảng cáo trên mạng xã hội là cách thức truyền thông khá linh hoạt có thể cho phép thông điệp tiếp cận tối đa những khách hàng mục tiêu và phù hợp với hầu hết với các chiến dịch truyền thông của các nhãn hàng với chi phí tối ưu.

### Quảng cáo âm thanh
Quảng cáo âm thanh (tiếng Anh: Audio ads) là quảng cáo dưới dạng âm thanh được chèn vào các nội dung âm thanh như podcast, radio kỹ thuật số (tiếng Anh: Digital radio), dịch vụ phát trực tuyến (tiếng Anh: Streaming music).
Các nền tảng âm thanh lập trình (tiếng Anh: Programmatic audio) dựa trên trải nghiệm tại thời gian thực của các khách hàng mục tiêu để có thể đặt các quảng cáo phù hợp nhằm tối ưu trải nghiệm của người dùng.
Quảng cáo âm thanh cần có thời lượng khoảng 30s với các định dạng tệp được chấp nhận như là MP3, M4A và WAV.

### Quảng cáo tự nhiên
Quảng cáo tự nhiên (tiếng Anh: Native ads) là loại quảng cáo phù hợp với hình thức (giao diện) và chức năng (trải nghiệm người dùng) của nền tảng mà nó xuất hiện.
Các quảng cáo tự nhiên hoạt động nhất quán với những trải nghiệm của người dùng và hoạt động như một nội dung tự nhiên. Quảng cáo tự nhiên xuất hiện như "Bài viết được quảng cáo", "Bài viết được đề xuất cho bạn" và sau đó dẫn bạn đến website của bên thứ ba.
Các loại quảng cáo tự nhiên:
In-feed unit:
- In-feed native ads

In-feed native ads sẽ xuất hiện trong nội dung của website với hình thức tương tự các nội dung khác mặc dù có thể nội dung của quảng cáo không giống với những nội dung của website. Các nội dung in-feed native ads thường xuất hiện trên các trang chủ, trang bài viết và nguồn cung cấp nội dung.
- In-feed Product Ads/Promoted Listings

Loại quảng cáo này thường xuất hiện trên các trang thương mại điện tử. Những người bán hàng có thể thông qua in-feed product ads để quảng cáo các sản phẩm của họ thông qua việc người dùng tìm kiếm các thông tin có liên quan. Các sản phẩm được quảng cáo sẽ xuất hiện y hệt như những sản phẩm không trả tiền khác.
- In-feed Social Media Ads

Quảng cáo xuất hiện trên các trang mạng xã hội như những nội dung được chia sẻ bình thường (hình ảnh, video) và thường xuất hiện với những cụm từ "Được tài trợ" (Sponsored).
Quảng cáo tìm kiếm:
Quảng cáo tìm kiếm (tiếng Anh: Search ads) có thể được gọi là tiếp thị công cụ tìm kiếm (SEM).
Các quảng cáo tìm kiếm khi xuất hiện phải phụ thuộc vào công cụ tìm kiếm nào đó để có nội dung và hình thức như những kết quả tìm kiếm không trả phí. Các quảng cáo tìm kiếm sẽ được đưa lên đầu trong danh sách kết quả tìm kiếm của khách hàng.
Các đề xuất tiện ích:
Các đề xuất tiện ích (tiếng Anh: Recommendation Widget) là những quảng cáo thường xuất hiện bên dưới hoặc bên cạnh nội dung chính của website với những nội dung phù hợp với người tiêu dùng liên quan đến những nội dung họ đã xem. Những tiện ích này có thể không cùng nội dung hay hình thức giống như website hiện hữu.
Nội dung từ thương hiệu (Branded content/Sponsor Content):
Nội dung từ thương hiệu là loại nội dung được tạo ra hoặc xuất bản bởi bên thứ ba dưới sự tài trợ của nhãn hàng. Các dạng thường gặp của quảng cáo này là các người có ảnh hưởng (Key Opinion Leaders - KOLs) cho ý kiến cá nhân về sản phẩm và được nhận phí từ nhãn hàng của sản phẩm đó.
In-ad with native element units
In-ad thường xuất hiện với tiêu chuẩn IAB với nội dung có liên quan đến ngữ cảnh của website mà nó xuất hiện.
Quảng cáo tự nhiên trên điện thoại di động (Mobile native ads)
Quảng cáo trên những thiết bị di động cũng giống như các quảng cáo tự nhiên khác. Tuy nhiên là những nội dung được điều chỉnh phù hợp hơn khi hiển thị trên thiết bị di động - thân thiện với thiết bị di động.
Có hai loại quảng cáo trên thiết bị di động:
- Quảng cáo trong bản đồ (In-map ads): Dựa vào vị trí của khách hàng trên bản đồ mà quảng cáo của các thương hiệu/doanh nghiệp được hiện xung quanh họ. Những quảng cáo này có thông tin chính xác để khách hàng có thể đến hoặc liên lạc như là địa chỉ, số điện thoại, giờ làm việc..
- Quảng cáo trong game (In-game ads): Quảng cáo sẽ xuất hiện trong những trò chơi dưới dạng có thưởng cho người xem quảng cáo (Như lượt chơi mới hay các điểm thưởng trong game). Vì thế quảng cáo trong game thường đem lại sự tiếp cận lớn với người dùng.

### Quảng cáo kỹ thuật số ngoài trời (tiếng Anh:Digital Out-of-home ads)
Quảng cáo kỹ thuật số ngoài trời là quảng cáo hiển thị dưới dạng động và kỹ thuật số được xuất hiện tại những nơi công cộng.
Những quảng cáo kỹ thuật số ngoài trời này gần như tương tự với các quảng cáo ngoài trời bình thường nhưng các nội dung của quảng cáo kỹ thuật số ngoài trời có thể thay đổi và linh hoạt hơn, vì thế việc tương tác của quảng cáo kỹ thuật số ngoài trời cao hơn hẳn so với quảng cáo ngoài trời truyền thống.

## Chi phí của quảng cáo lập trình
Mô hình định giá của quảng cáo lập trình phổ biến nhất là CPM (Cost per Mille), CPA (Cost per Action) và CPC (Cost per click). Tùy thuộc vào từng mục tiêu và chiến lược mà doanh nghiệp lựa chọn mô hình cho phù hợp.
Trong trường hợp sử dụng mô hình CPM, doanh nghiệp  nên kiểm soát chặt chẽ CPA và chỉ số hoàn vốn đầu tư quảng cáo (ROI, ROMI, ROM,...) để có thể đảm bảo được doanh thu, tối ưu hóa giá thầu để giảm chi phí.

## Các xu hướng phát triển

### Programmatic audio advertisements
Nghiên cứu của Voicebot.ai chỉ ra rằng ước tính có khoảng 66,4 triệu người ở Mỹ sở hữu một chiếc loa thông minh, 21% dân số Mỹ đang sở hữu ít nhất một loa thông minh. Cùng với Công ty tư vấn OC&C Consulting dự báo doanh thu mua sắm bằng giọng nói ở Mỹ sẽ tăng lên 40 tỉ đô la vào năm 2022 và sẽ có đến 62% người Mỹ sở hữu loa thông minh sẽ sử dụng nó để mua thực phẩm và các mặt hàng khác. Điều đó cho thấy quảng cáo bằng giọng nói đang mở ra con đường mới cho nhà quảng cáo.
Vào năm 2018, Google đã cung cấp cho nhà quảng cáo Trình quản lý giá thầu DoubleClick của họ về khả năng mua quảng cáo âm thanh theo chương trình trên Spotify, SoundCloud, Tune In và Google Play Music. Công ty quảng cáo kích hoạt bằng giọng nói Instreamatic.ai cũng đã tiến hành thử nghiệm tại thị trường Mỹ và Nga và đã thấy kết quả khả quan. Dự đoán Programmatic audio advertisements sẽ là xu hướng tương lai của quảng cáo lập trình.

### Connected TV
Hiện tại, có 190 triệu người dùng TV được kết nối theo eMarketer. Con số này được dự đoán sẽ đạt 204,1 triệu người xem vào năm 2022. Extreme Reach tuyên bố rằng số lần hiển thị của CTV, hiện chiếm 49% tổng số, hoặc gần gấp đôi so với số lần hiển thị trên thiết bị di động. Bởi vì những quảng cáo này thường không thể bỏ qua, chúng có tỷ lệ xem hết đến tận 97%.
Magna dự đoán rằng chi tiêu quảng cáo cung cấp các nội dung truyền hình qua giao thức internet (IPTV) và các Video theo yêu cầu (VOD) (Tiếng Anh: OTT) sẽ tăng lên 5 tỷ đô la vào năm 2020. nhà quảng cáo đang thấy kết quả mạnh mẽ từ OTT vì việc nhắm mục tiêu chính xác cho phép họ tạo quảng cáo được cá nhân hóa phù hợp với sở thích của người xem. Những quảng cáo ngắn này không thể bị bỏ qua và không có trình chặn quảng cáo trên các TV được kết nối; điều này có nghĩa là nếu người tiêu dùng muốn xem nội dung, họ phải xem quảng cáo.

### Quyền riêng tư trực tuyến
Người dùng ngày càng mất niềm tin vào các nền tảng trực tuyến như Facebook, Google,... vì họ không biết thông tin của họ được thu thập và sử dụng như thế nào. Người dùng cảm thấy quyền riêng tư trực tuyến của họ bị xâm phạm và tin rằng những nền tảng kỹ thuật số chính là "thủ phạm phản bội" và bán thông tin của họ cho nhà quảng cáo.
Chính phủ đang phản ứng với các quy định về dữ liệu một cách nghiêm ngặt, như Quy định bảo vệ dữ liệu chung (GDPR), được ban hành vào năm 2018. Stateside, California đã thông qua Đạo luật bảo mật người tiêu dùng California (CCPA) để cung cấp cho người tiêu dùng quyền kiểm soát dữ liệu của họ nhiều hơn và cách sử dụng. CCPA có hiệu lực vào ngày 1 tháng 1 năm 2020. Bởi thế, các nhà quảng cáo nên biết về các chính sách và quy trình cần thiết để tuân thủ CCPA. Điều đó khiến cho việc có được thông tin người dùng từ Cookie hoặc các nền tảng kỹ thuật số khác trở nên khó khăn hẳn.